# Межениновка (село)
Межени́новка — село в Томском районе Томской области России. Административный центр Межениновского сельского поселения.

## География
Находится на востоке региона.
Уличная сеть
- Улицы: 40 лет Победы, Вокзальная, Дорожная, Ленина, Первомайская, Почтовая, Северная, Солнечная, Тихая, Завокзальная
- Переулки: Больничный, Совхозный, Центральный.

## История
В соответствии с Законом Томской области от 12 ноября 2004 года № 241-ОЗ село возглавило образованное муниципальное образование Межениновское сельское поселение.

## Население
| 2002  | 2008  | 2009  | 2010  | 2011  | 2012  | 2013  |
| ----- | ----- | ----- | ----- | ----- | ----- | ----- |
| 1090  | ↗1107 | ↗1112 | ↗1170 | ↗1174 | ↗1183 | ↘1172 |
| 2014  | 2015  | 2021  |       |       |       |       |
| ↗1182 | ↘1166 | ↗1178 |       |       |       |       |

## Инфраструктура
Средняя общеобразовательная школа, детский сад, почтовое отделение, «ЖКХ Межениновское». Несмотря на название, Межениновская птицефабрика находится не в Межениновке, а в посёлке Светлом, входящем в состав Томска.

### Туризм
Станция Межениновка является стартовой точкой двухдневных маршрутов выходного дня к Сухореченским и Берёзовским чашам, в Австрийский сосновый борик (бор, посаженный руками военнопленных австрийцев по окончании Первой мировой войны). Туристский маршрут к Сухореченским чашам проходится:
- в линейном варианте, 18 км: Межениновка — пос. Смена — ур. Пашахино — Сухореченские чаши с «живой водой» — «Бобровый рай» на правом истоке Ушайки — Большая Сухореченская чаша с «мёртвой водой» (сероводород) — урочище Ужеково — Сухоречье.
- в радиально-кольцевом варианте, до 25 км: Межениновка — пос. Смена — ур. Пашахино — Сухореченские чаши с «живой водой» — «Бобровый рай» на правом истоке Ушайки — Большая Сухореченская чаша с «мёртвой водой» (сероводород) — урочище Ужеково — урочище Малое Петухово — садовое товарищество «Мост» — станция Межениновка.

## Транспорт
Межениновка — железнодорожная станция на линии Томск — Тайга, расположена между остановочными площадками Петухово и 41 км. До 1909 года станцией Межениновка называлась нынешняя станция Томск-I.
Межениновка связана с Томском дорогой с асфальтовым покрытием длиной 26 км. Ходят автобусы № 118(32) (АРЗ — Аэропорт — Межениновка), № 510 (ОКБ — Мирный — Большое Протопопово — Межениновка — Басандайка).